# Listă de filme antirăzboinice
În timp ce unele filme critică conflictele armate într-un sens general, altele se concentrează asupra unor acțiuni în cadrul unui război specific, cum ar fi utilizarea unui gaz otrăvitor sau genocidul civililor (de exemplu Hotel Rwanda din 2004). Unele filme anti-război, cum ar fi Dr. Strangelove (1964), folosesc elemente de parodie și de comedie neagră pentru a satiriza războaiele și conflictele.
Aceasta este o listă de filme antirăzboinice:
| Film                                                              | An   |
| ----------------------------------------------------------------- | ---- |
| All Quiet on the Western Front (Nimic nou pe frontul de vest)     | 1930 |
| The Americanization of Emily                                      | 1964 |
| American Sniper (Lunetistul american)                             | 2014 |
| Apocalypse Now                                                    | 1979 |
| The Battle of Algiers                                             | 1966 |
| Beyond Treason                                                    | 2002 |
| Das Boot                                                          | 1981 |
| Born on the Fourth of July                                        | 1989 |
| Breaking The Silence: Truth and Lies in The War On Terror         | 2003 |
| The Bridge on the River Kwai                                      | 1957 |
| Die Brücke                                                        | 1959 |
| Les Carabiniers                                                   | 1963 |
| Casualties of War                                                 | 1989 |
| Catch-22                                                          | 1970 |
| Civilization                                                      | 1916 |
| Come and See                                                      | 1985 |
| Coming Home                                                       | 1978 |
| Les Croix de bois                                                 | 1932 |
| The Deer Hunter                                                   | 1978 |
| Don't Cry, It's Only Thunder                                      | 1982 |
| Dr. Strangelove                                                   | 1964 |
| Enemies of the People                                             | 2009 |
| The Enemy Below                                                   | 1957 |
| L'Ennemi Intime                                                   | 2007 |
| Escalation                                                        | 1968 |
| Fahrenheit 9/11                                                   | 2004 |
| Fail Safe                                                         | 2000 |
| Fail-Safe                                                         | 1964 |
| Fear and Desire                                                   | 1953 |
| Field of Honor                                                    | 1986 |
| Fires on the Plain                                                | 1959 |
| Flags of Our Fathers                                              | 1991 |
| Fort Apache                                                       | 1948 |
| The Four Horsemen of the Apocalypse                               | 1921 |
| F.T.A.                                                            | 1972 |
| Friendly Fire                                                     | 1979 |
| The Frozen War                                                    | 1973 |
| Full Metal Jacket                                                 | 1987 |
| Gallipoli                                                         | 1981 |
| Gardens of Stone                                                  | 1987 |
| Go Tell the Spartans                                              | 1977 |
| Goodbye Billy                                                     | 1971 |
| Grace Is Gone                                                     | 2007 |
| La grande guerra                                                  | 1959 |
| La Grande Illusion                                                | 1937 |
| Grave of the Fireflies                                            | 1988 |
| The Great Dictator                                                | 1940 |
| Greenery Will Bloom Again                                         | 2014 |
| Greetings                                                         | 1968 |
| The Ground Truth                                                  | 2006 |
| Hacksaw Ridge                                                     | 2016 |
| Hair                                                              | 1979 |
| Hamburger Hill                                                    | 1987 |
| Hearts and Minds                                                  | 1974 |
| Heaven & Earth                                                    | 1993 |
| Hedd Wyn                                                          | 1992 |
| Hell Is for Heroes                                                | 1962 |
| Hell on Earth                                                     | 1928 |
| Hiroshima, dragostea mea (Hiroshima mon amour)                    | 1959 |
| Hijacking Catastrophe                                             | 2004 |
| Home of the Brave                                                 | 2006 |
| Hotel Rwanda                                                      | 2004 |
| Hôtel Terminus: The Life and Times of Klaus Barbie                | 1988 |
| How I Won the War                                                 | 1999 |
| Iluminados por el fuego                                           | 1989 |
| In the Valley of Elah                                             | 2007 |
| In the Year of the Pig                                            | 1989 |
| J'accuse                                                          | 1919 |
| Jacob's Ladder                                                    | 1990 |
| Johnny Got His Gun                                                | 1971 |
| Journey's End                                                     | 1930 |
| Joyeux Noël                                                       | 2005 |
| Kameradschaft                                                     | 1931 |
| Kanal                                                             | 1956 |
| Kelly's Heroes                                                    | 1970 |
| King and Country                                                  | 1964 |
| King of Hearts                                                    | 1966 |
| King Rat                                                          | 1965 |
| Ladybug Ladybug                                                   | 1963 |
| Last Ounce of Courage                                             | 2012 |
| Letters from Iwo Jima                                             | 2006 |
| Lions for Lambs                                                   | 2007 |
| Little Big Man                                                    | 1970 |
| Lord of War                                                       | 2005 |
| Love and Honor                                                    | 2013 |
| Main Hoon Na                                                      | 2004 |
| Major Dundee                                                      | 1965 |
| Manufacturing Consent: Noam Chomsky and the Media                 | 1992 |
| Many Wars Ago                                                     | 1970 |
| MASH                                                              | 1970 |
| The Memory of Justice                                             | 1978 |
| The Men                                                           | 1950 |
| Men in War                                                        | 1957 |
| Mickey Mouse in Vietnam                                           | 1969 |
| The Mortal Storm                                                  | 1940 |
| Nausicaä of the Valley of the Wind                                | 1984 |
| Neighbours                                                        | 1952 |
| No Man's Land                                                     | 2001 |
| Occupation 101: Voices of the Silenced Majority                   | 2006 |
| Off Limits                                                        | 1988 |
| Oh! What a Lovely War                                             | 1969 |
| The Oil Factor                                                    | 2004 |
| O.k.                                                              | 1970 |
| On the Beach                                                      | 1959 |
| The Outsider                                                      | 1961 |
| The Outlaw Josey Wales                                            | 1976 |
| Palestine Is Still the Issue                                      | 2002 |
| The Panama Deception                                              | 1992 |
| Paths of Glory                                                    | 1957 |
| The Patrol                                                        | 2014 |
| Paying the Price: Killing the Children of Iraq                    | 2000 |
| Peace on Earth,                                                   | 1939 |
| Peace, Propaganda & the Promised Land                             | 2004 |
| The Peacemaker                                                    | 1997 |
| Plan Colombia: Cashing-In On The Drug War Failure                 | 2002 |
| Platoon                                                           | 1986 |
| Platoon Leader                                                    | 1988 |
| Pretty Village Pretty Flame                                       | 1996 |
| Pride of the Marines                                              | 1945 |
| The Promise of Love                                               | 1980 |
| Purple Hearts                                                     | 1984 |
| Purple Sunset                                                     | 2001 |
| Quiet Nights of Blood and Pain                                    | 2009 |
| The Rack                                                          | 1956 |
| The Red Baron                                                     | 2008 |
| Redacted                                                          | 2007 |
| Rendition                                                         | 2007 |
| The Road Back                                                     | 1937 |
| The Road to Glory                                                 | 1936 |
| The Road to Guantanamo                                            | 2006 |
| Romero                                                            | 1989 |
| Rosa Luxemburg                                                    | 1986 |
| Salvador                                                          | 1986 |
| The Sand Pebbles                                                  | 1966 |
| Savior                                                            | 1998 |
| Saving Private Ryan                                               | 1998 |
| The Secret Government: The Constitution in Crisis                 | 1987 |
| Shame                                                             | 1968 |
| She Wore a Yellow Ribbon                                          | 1949 |
| Shenandoah                                                        | 1965 |
| The Siege of Firebase Gloria                                      | 1989 |
| Sir! No Sir!                                                      | 2006 |
| Slaughterhouse-Five                                               | 1972 |
| So Proudly We Hail!                                               | 1943 |
| Soldier Blue                                                      | 1970 |
| Some Kind of Hero                                                 | 1982 |
| Sophie Scholl - Die letzten Tage                                  | 2005 |
| The Sorrow and the Pity                                           | 1969 |
| South Park: Bigger, Longer & Uncut                                | 1999 |
| Stalingrad                                                        | 1993 |
| Stop-Loss                                                         | 2008 |
| Taegukgi                                                          | 2004 |
| Taking Chance                                                     | 2009 |
| Tango Charlie                                                     | 2005 |
| Un taxi pour Tobrouk                                              | 1960 |
| Taxi to the dark side                                             | 2007 |
| Tell England                                                      | 1931 |
| Tell Me Lies                                                      | 1968 |
| Testament                                                         | 1983 |
| The Thin Red Line                                                 | 1998 |
| Things to Come                                                    | 1936 |
| Threads                                                           | 1984 |
| Three Comrades                                                    | 1938 |
| Tigerland                                                         | 2000 |
| Too Late the Hero                                                 | 1970 |
| Triage                                                            | 2009 |
| Turtles Can Fly                                                   | 2004 |
| Two Women                                                         | 1960 |
| The Unknown Soldier                                               | 2017 |
| Unmanned: America's Drone Wars                                    | 2013 |
| Verdun, visions d'histoire                                        | 1929 |
| The Visitors                                                      | 1972 |
| Waltz with Bashir                                                 | 2008 |
| The War                                                           | 1994 |
| The War at Home                                                   | 1996 |
| War, Inc.                                                         | 2008 |
| The War on Democracy                                              | 2007 |
| War Made Easy: How Presidents & Pundits Keep Spinning Us to Death | 2007 |
| The Water Diviner                                                 | 2014 |
| We Are Many                                                       | 2014 |
| Welcome to Dongmakgol                                             | 2005 |
| Westfront 1918                                                    | 1930 |
| When Hell was in Session                                          | 1979 |
| When Trumpets Fade                                                | 1998 |
| Why We Fight                                                      | 2005 |
| Winter Soldier                                                    | 1972 |

## Vezi și
- Listă de filme cu holocaust nuclear